# Jan Kotěra
Jan Kotěra (Brno, 18 dicembre 1871 – Praga, 17 aprile 1923) è stato un architetto e artista ceco, e fu anche un interior designer. È stato un personaggio chiave per l'architettura moderna in Boemia.

## Biografia
Jan Kotěra nasce a Brno, al tempo importante città della Moravia, da padre ceco e madre di lingua tedesca. Studia architettura a Vienna, durante gli ultimi giorni dell'Impero austro-ungarico, apprendendo dal maestro Otto Wagner.
Torna a Praga nel 1897 per fondare un movimento di artisti cechi e architetti incentrato sulla Corporazione delle Belle Arti intitolata a Josef Mánes. Fortemente influenzato dalla secessione viennese, le sue opere alla fine del XX secolo sono la progettazione architettonica e il modernismo. Collabora con Jan Štursa, Stanislav Sucharda e con il figlio di Stanislav Vojtěch Sucharda in diversi edifici.
Da insegnante Kotěra ha insegnato ad una generazione di architetti cechi, incluso Josef Gočár, che avrebbe portato il modernismo all'apice prima della seconda guerra mondiale e del periodo nazista nel 1939.

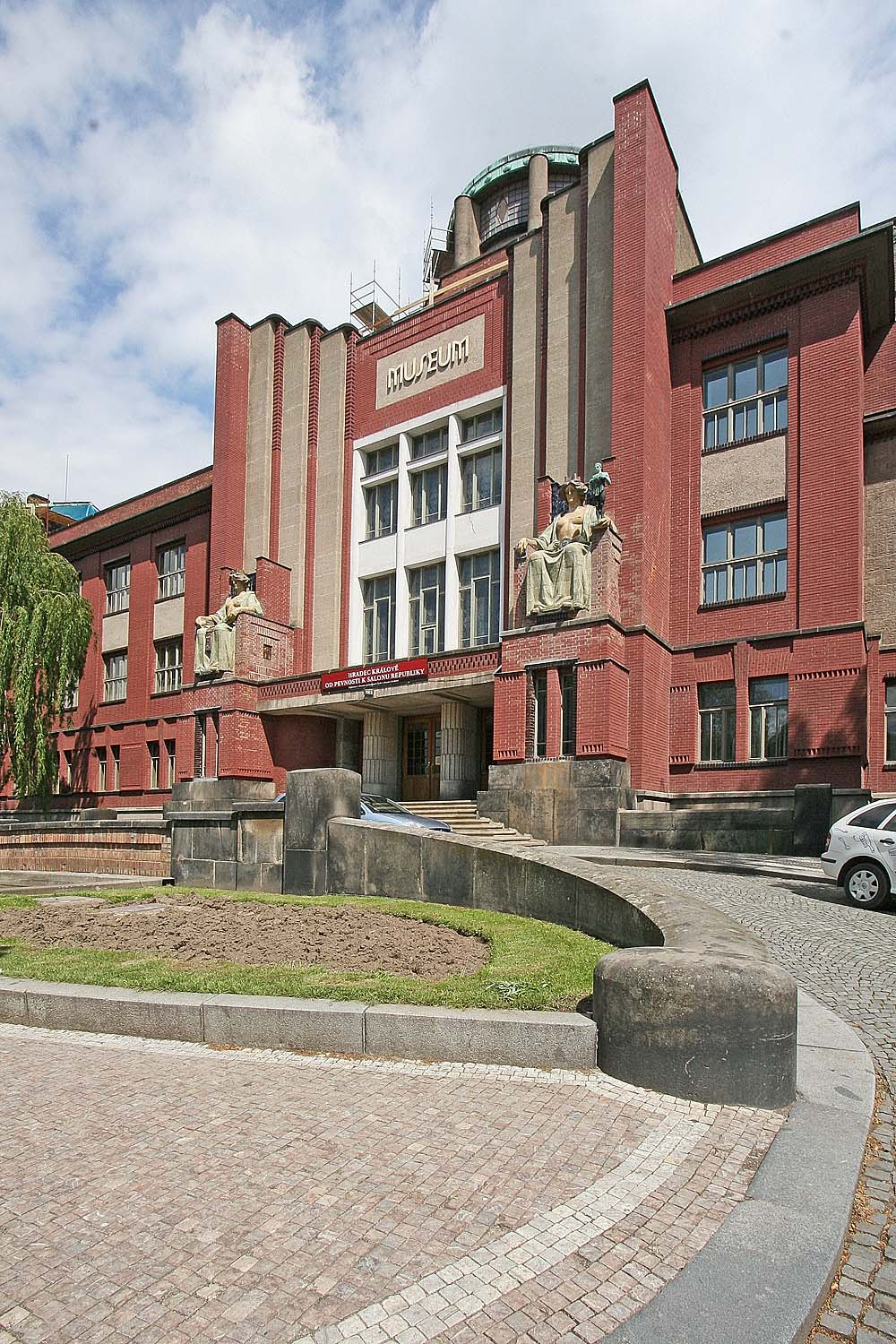
Museo della Boemia Orientale a Hradec Králové

## Opere
- Museo della Boemia Orientale a Hradec Králové (1908-1912)
- Casa di Peterka, Piazza San Venceslao 12, Praga (1899-1900)
- Villa di Tomáš Baťa a Zlín
- Facoltà di Giurisprudenza dell'Università Charles, Praga (1924-1927)
- Due monumenti per i membri della famiglia Perutz al nuovo cimitero ebraico